# Hàn Tuấn
Hàn Tuấn (tiếng Trung giản thể: 韩俊, bính âm Hán ngữ: Hán Jùn, sinh tháng 12 năm 1963, người Hán) là nhà khoa học nông nghiệp, chính trị gia nước Cộng hòa Nhân dân Trung Hoa. Ông là Ủy viên Ủy ban Trung ương Đảng Cộng sản Trung Quốc khóa XX, hiện là Bí thư Tỉnh ủy, Chủ nhiệm Ủy ban Thường vụ Nhân đại kiêm Bí thư thứ Nhất Đảng ủy Quân khu An Huy. Ông từng là Phó Bí thư Tỉnh ủy, Tỉnh trưởng Cát Lâm; Phó Bộ trưởng Bộ Nông nghiệp và Nông thôn; Bí thư Đảng ủy, Phó Bí thư Đảng ủy, Phó Chủ nhiệm Văn phòng Tiểu tổ lãnh đạo Tài chính Kinh tế; Bí thư Đảng tổ, Chủ nhiệm Văn phòng Tiểu tổ lãnh đạo Nông nghiệp Trung ương; Ủy viên Đảng tổ, Phó Chủ nhiệm Trung tâm Nghiên cứu phát triển Quốc vụ viện.
Hàn Tuấn là đảng viên Đảng Cộng sản Trung Quốc, học hàm Giáo sư, học vị Thạc sĩ Kinh tế nông nghiệp, Tiến sĩ Nông nghiệp. Ông là một nhà khoa học xã hội, chuyên gia kinh tế nông nghiệp, nông thôn nổi tiếng của Trung Quốc, nhiều năm nghiên cứu khoa học rồi tham gia chính trường.

## Xuất thân và giáo dục
Hàn Tuấn sinh tháng 11 năm 1963 ở huyện Cao Thanh, địa cấp thị Truy Bác, tỉnh Sơn Đông, Cộng hòa Nhân dân Trung Hoa. Ông lớn lên và theo học phổ thông tại quê nhà. Tháng 9 năm 1979, ông tới địa cấp thị Thái An, Sơn Đông, trúng tuyển và nhập học đại học chuyên ngành Kinh tế nông nghiệp tại Đại học Nông nghiệp Sơn Đông (山东农业大学). Đến tháng 7 năm 1983, ông tốt nghiệp cử nhân. Đến tháng 9 năm 1983, ông tới địa cấp thị Hàm Dương, tỉnh Thiểm Tây, theo học cao học chuyên ngành Kinh tế nông nghiệp tại Đại học Nông nghiệp Tây Bắc (西北农业大学, nay là Đại học Công nghệ Nông Lâm nghiệp Tây Bắc – 西北农林科技大学). Ông nhận bằng Thạc sĩ Kinh tế nông nghiệp vào tháng 7 năm 1986. Sau khi nhận bằng cao học, ông tiếp tục học tập, là nghiên cứu sinh chuyên ngành Quản lý kinh tế nông nghiệp tại Đại học Nông nghiệp Tây Bắc. Đến tháng 5 năm 1989, ông bảo vệ thành công luận án tiến sĩ, nhận bằng Tiến sĩ Nông nghiệp học. Hàn Tuấn bắt đầu theo học đại học từ năm 1979, lúc 16 tuổi, theo học, nghiên cứu chuyên môn nông nghiệp, lâm nghiệp, quản lý kinh tế nông lâm suốt 10 năm, trở thành tiến sĩ năm 1989 khi mới 26 tuổi.
Từ tháng 7 đến tháng 9 năm 2003, Hàn Tuấn tham gia khóa học thứ hai về chủ đề quản lý công cộng được liên kết bởi Đại học Thanh Hoa và Đại học Harvard. Từ tháng 3 năm 2006 đến tháng 1 năm 2007, ông theo học lớp bồi dưỡng cán bộ thanh niên, trung niên tại Trường Đảng Trung ương Đảng Cộng sản Trung Quốc. Giai đoạn tháng 3 đến tháng 5 năm 2012, ông tham gia lớp Nghiên cứu Chiến lược Quốc phòng của Đại học Quốc phòng; đến tháng 7, ông tham gia thêm khóa đào tạo nâng cao quản lý doanh nghiệp tại Đại học Cambridge. Các khóa nghiên cứu bồi dưỡng thêm này đều được tổ chức, liên kết nước ngoài bởi Bộ Tổ chức Trung ương Đảng Cộng sản Trung Quốc.

## Sự nghiệp

### Nông nghiệp và nông thôn
Tháng 5 năm 1989, Hàn Tuấn bắt đầu sự nghiệp của mình, được tuyển dụng làm công vụ viên lại Trung tâm Nghiên cứu phát triển Nông thôn của Quốc vụ viện. Đến tháng 12 cùng năm, ông được điểu chuyển làm Trợ lý Nghiên cứu viên của Sở Nghiên cứu phát triển Nông thôn, Viện Khoa học xã hội Trung Quốc. Tháng 3 năm 1990, ông được chuyển tới Văn phòng nghiên cứu giảm nghèo, địa cấp thị Thương Lạc, tỉnh Thiểm Tây trong khóa công tác thực tiễn. Tháng 1 năm 1991, ông được điều trở lại Sở Nghiên cứu phát triển Nông thôn, Viện Khoa học xã hội, giữ chức Phó Chủ nhiệm Ban biên tập Tạp chí Kinh tế Nông thôn Trung Quốc, kiêm Quyền Chủ nhiệm. Một năm sau, ông được thăng chức thành Chủ nhiệm Ban biên tập, Phó Tổng biên, Xã trưởng Tạp chí Kinh tế Nông thôn. Ông công tác ở tạp chí này một khoảng thời gian hơn năm năm, phụ trách thu thập, phân tích, đăng tải và nghiên cứu phương hướng thông tin về kinh tế nông nghiệp, nông thôn Trung Quốc trong những năm phát triển của đất nước. Đến tháng 7 năm 1996, ông được bổ nhiệm làm Phó Sở trưởng Sở Nghiên cứu phát triển Nông thôn, Viện Khoa học xã hội.
Tháng 3 năm 2001, ông được điều chuyển làm Bộ trưởng Bộ Kinh tế nông thôn, Trung tâm Nghiên cứu phát triển Quốc vụ viện (国务院发展研究中心). Ông công tác ở vị trí này trong gần 10 năm (2001 – 2010), được bổ nhiệm làm Ủy viên Đảng tổ Trung tâm Nghiên cứu Quốc vụ viện vào tháng 10 năm 2008. Tháng 11 năm 2010, ông được bổ nhiệm làm Bí thư Đảng ủy, Phó Chủ nhiệm Trung tâm Nghiên cứu phát triển Quốc vụ viện.

### Cơ quan Trung ương
Tháng 10 năm 2014, Hàn Tuấn được bổ nhiệm làm Phó Chủ nhiệm Văn phòng Tiểu tổ lãnh đạo Tài chính Kinh tế Trung ương kiêm nhiệm Chủ nhiệm Văn phòng Tiểu tổ lãnh đạo công tác nông thôn Trung ương vào tháng 4 năm 2017. Ông tham gia công tác phụ trách hỗ trợ các Chủ nhiệm, lĩnh vực tài chính, kinh tế của Phó Tổng lý Quốc vụ viện Lưu Hạc và nông nghiệp, nông thôn của Phó Tổng lý Quốc vụ viện Hồ Xuân Hoa. Ông cũng kiêm nhiệm vị trí Bí thư Đảng ủy Văn phòng Tiểu tổ lãnh đạo Tài chính Kinh tế từ tháng 2 năm 2017 đến tháng 2 năm 2018. Tháng 3 năm 2018, ông được Tổng lý Quốc vụ viện Lý Khắc Cường bổ nhiệm làm Phó Bộ trưởng Bộ Nông nghiệp và Nông thôn Trung Quốc, đồng thời là Phó Bí thư Đảng tổ của bộ. Ông công tác ở bộ một khoảng thời gian, cùng hỗ trợ lãnh đạo ngành nông nghiệp và nông thôn cùng Bộ trưởng Hàn Trường Phú. Ông trở thành Bí thư Đảng tổ Bộ Nông nghiệp và Nông thôn từ tháng 2 năm 2020.

### Cát Lâm–An Huy
Tháng 11 năm 2020, Trung ương ra quyết định điều chuyển Hàn Tuấn tới địa phương ở tỉnh Cát Lâm, gia nhập Ban thường vụ Tỉnh ủy Cát Lâm, làm Thường vụ Tỉnh ủy, Phó Bí thư Tỉnh ủy tỉnh Cát Lâm, được công bố nhậm chức vào ngày 20 tháng 11. Tại Chính phủ Nhân dân tỉnh Cát Lâm, ông nhậm chức Bí thư Đảng tổ Chính phủ tỉnh, Phó Tỉnh trưởng Chính phủ Nhân dân tỉnh Cát Lâm. Ngày 25 tháng 11, tại Hội nghị Ủy ban Thường vụ Nhân Đại tỉnh Cát Lâm, ông được bầu làm Quyền Tỉnh trưởng Cát Lâm. Tháng 1 năm 2021, Nhân Đại Cát Lâm phê chuẩn, Hàn Tuấn chính thức là Tỉnh trưởng Cát Lâm. Cuối năm 2022, ông tham gia Đại hội Đảng Cộng sản Trung Quốc lần thứ XX từ đoàn đại biểu Cát Lâm. Trong quá trình bầu cử tại đại hội, ông được bầu là Ủy viên Ủy ban Trung ương Đảng Cộng sản Trung Quốc khóa XX.
Ngày 14 tháng 3 năm 2023, Hàn Tuấn được điều về tỉnh An Huy, nhậm chức Bí thư Tỉnh ủy An Huy, kiêm Bí thư thứ Nhất Đảng ủy Quân khu An Huy, sau đó được bầu làm Chủ nhiệm Ủy ban Thường vụ Nhân đại tỉnh, lãnh đạo toàn diện tỉnh, kế nhiệm Trịnh Sách Khiết.

## Lĩnh vực giáo dục và xã hội
Trong suốt sự nghiệp của mình, Hàn Tuấn vừa tham gia công tác xã hội, vừa công tác chính trị và chính quyền Trung Quốc. Ông từng trải qua các vị trí về xã hội và giáo dục. Bên cạnh đó, với vai trò là một nhà khoa học xã hội, Hàn Tuấn có nhiều bài viết, tác phẩm trong sự nghiệp của mình.

### Vị trí xã hội và giáo dục
Trong thời thanh niên, ông trải qua các vị trí Ủy viên Ban thường vụ Liên đoàn Thanh niên Cơ quan Nhà nước Trung ương, Ủy viên Ban Thường vụ Liên đoàn Thanh niên Quốc gia Trung Quốc khóa IX và X. Trong giới nghiên cứu học thuật, ông từng đảm nhiệm các vị trí như Giám đốc thường trực kiêm Phó Hội trưởng Hiệp hội Kinh tế Nông nghiệp Trung Quốc, Ủy viên Ủy ban Khoa học của Bộ Nông nghiệp và Nông thôn Trung Quốc, Ủy viên kiêm Phó Giám đốc Nhóm chuyên gia, Khoa Sau đại học Viện Khoa học xã hội Trung Quốc. Ông cũng từng giữ các học hàm như Tiến sĩ Sinh đạo sư của Đại học Nông nghiệp Tây Bắc, Cố vấn Khoa học và Công nghệ của Chính phủ Nhân dân tỉnh Thanh Hải; Giáo sư và Tiến sĩ Sinh đạo sư của Đại học Công nghệ Nông Lâm nghiệp Tây Bắc, Giáo sư của Đại học Chiết Giang.

### Bài viết khoa học xã hội
- "Tăng cường hỗ trợ cho việc chuyển giao ròng của các tỉnh và khu vực, khảo sát và đề xuất sáu tỉnh và khu vực chuyển giao ngũ cốc trên cả nước". Tại Thời báo Kinh tế Trung Quốc (中国经济时报) ngày 10 tháng 6 năm 2009.
- "Làm sâu sắc hơn nữa phương hướng và trọng tâm của cải cách nông thôn Trung Quốc". 《Thời báo Kinh tế Trung Quốc》 ngày 9 tháng 6 năm 2009.
- "Những mâu thuẫn sâu sắc và những vấn đề nổi cộm mà cải cách nông thôn phải đối mặt". 《Thời báo Kinh tế Trung Quốc》 ngày 6 tháng 5 năm 2009.
- "Đẩy nhanh việc thiết lập hệ thống tài chính nông thôn toàn diện, phần II". 《Quản lý kinh tế nông thôn》 (农村经济管理) năm 2009.
- "Đẩy nhanh việc thiết lập hệ thống tài chính nông thôn toàn diện, phần I".  《Quản lý kinh tế nông thôn》 năm 2009.
- "Mở rộng nhu cầu trong nước tập trung vào sáu lĩnh vực ở nông thôn để tăng cường hỗ trợ chính sách". 《Nhật báo Giải phóng》 ngày 16 tháng 4 năm 2009.
- "Ứng phó với khủng hoảng tài chính và tăng thu nhập của nông dân". 《Nhật báo Kinh tế》 năm 2009.
- "Chú ý đến các xu hướng mới trong lao động". 《Kinh tế mới》 năm 2008.
- "Cải cách nông thôn tìm kiếm nhiều bước đột phá, với các chính sách về đất đai và hộ khẩu trở thành điểm chính, phần I". 《Outlook News》 năm 2008.
- "Khám phá công trình xây dựng nông thôn mới ở các thành phố ven biển mở rộng – Khảo sát về công trình xây dựng nông thôn mới ở địa cấp thị Nam Thông". 《Thời báo Kinh tế Trung Quốc》 năm 2009.
- "Tìm hiểu cơ chế mới để phối hợp phát triển đô thị và nông thôn – khảo sát xây dựng nông thôn mới ở địa cấp thị Hồ Châu, tỉnh Chiết Giang". 《Thời báo Kinh tế Trung Quốc》 năm 2009.
- "30 năm cải cách nông thôn – con đường phục hưng một nước nông nghiệp lớn". 《Nhật báo Quang Hưng》 (光明日报) năm 2008.
- "Điều quan trọng nhất để phối hợp quy hoạch đô thị và nông thôn là dịch vụ công". 《Nhật báo Tứ Xuyên》 năm 2008.
- "Cơ hội cho người lao động nhập cư về nước". 《Nhật báo Tứ Xuyên》 (四川日报) năm 2008.
- "Chính sách đất đai mới thường bị hiểu sai". 《Quản lý Trung ngoại》 (中外管理) năm 2009.

### Tác phẩm học thuật
Hàn Tuấn đã tham gia soạn thảo một số văn bản của Trung ương Đảng và Quốc vụ viện Trung Quốc. Ông có phần lớn sự nghiệp tham gia nghiên cứu về nông nghiệp, nông thôn và nông dân, đồng tác giả của các tác phẩm chuyên sâu, các đề tài cấp bộ, quốc gia về "điều tra về nông thôn Trung Quốc", "nghiên cứu về các vấn đề về tài chính và gánh nặng của nông dân Trung Quốc", "nghiên cứu chiến lược an toàn thực phẩm Trung Quốc", "khảo sát xây dựng nông thôn mới ở Trung Quốc", và "người lao động nhập cư Trung Quốc". Bên cạnh đó là các đề tài cá nhân như:
- Hàn Tuấn (2000), Nghiên cứu về việc làm ở nông thôn của Trung Quốc và việc sử dụng lực lượng lao động thặng dư vào đầu thế kỷ XXI. Nhà xuất bản Nông nghiệp Quốc gia, bản thứ nhất.
- Hàn Tuấn (2000), Về những tư tưởng nông nghiệp của Đặng Tiểu Bình. Nhà xuất bản Kinh tế Sơn Tây.
- Hàn Tuấn (1998), Việc xây dựng hệ thống kinh tế thị trường nông thôn. Nhà xuất bản Nhân dân Giang Tô.
- Hàn Tuấn (1996), Tăng trưởng nông nghiệp ở một quốc gia đông dân. Nhà xuất bản Viễn Đông Thượng Hải.
- Hàn Tuấn (1994), Tiến thoái lưỡng nan xuyên thế kỷ: Chuyển dịch lao động nông nghiệp của Trung Quốc. Nhà xuất bản Kinh tế Sơn Tây.
- Hàn Tuấn (1994), Kinh tế hợp tác cổ phần nông thôn Trung Quốc: Lý thuyết, Thực tiễn, Chính sách. Nhà xuất bản Quản lý Kinh tế Trung Quốc.

## Thành tựu
Trong sự nghiệp khoa học xã hội, Hàn Tuấn nhận được những giải thưởng có thể kể đến:
- Năm 1999, ông được vinh danh là Thủ lĩnh phong trào học tập chuyên sâu trong Dự án: Trăm, nghìn tài năng giỏi giang của Quốc vụ viện.
- Năm 1998, ông được Viện Khoa học Xã hội Trung Quốc vinh danh là chuyên gia trẻ và trung niên có đóng góp xuất sắc lĩnh vực khoa học xã hội.
- Năm 1996, ông được bổ nhiệm làm Phó viện trưởng Viện Phát triển Nông thôn thuộc Viện Khoa học Xã hội Trung Quốc.
- Năm 1996, ông được mời làm Tiến sĩ Sinh đạo sư của Khoa Sau đại học thuộc Học viện Khoa học Xã hội Trung Quốc.
- Năm 1995, ông được thăng cấp thành Nghiên cứu viên cao cấp vào năm 1995.
- Năm 1993, ông bắt đầu được hưởng phụ cấp đặc biệt của Quốc vụ viện dành cho Nghiên cứu viên khoa học Trung Quốc.
- Năm 1990, ông được thăng chức thành viên Phó Nghiên cứu viên cao cấp.